# Mülheim-Heimaterde
Mülheim-Heimaterde ist ein Ortsteil der Stadt Mülheim an der Ruhr, der zum Stadtteil Heißen gehört.

## Geschichte
Der Name geht zurück auf die Siedlung „Heimaterde“, mit deren Bau 1918 auf Initiative des Krupp-Prokuristen Max Halbach durch die Siedlungsgenossenschaft „Heimaterde“ e.G.m.b.H. begonnen wurde. Nach der Planung des Mülheimer Architekten Theodor Suhnel entstanden die Häuser der ersten Bauabschnitte bis 1929. In den 1930er Jahren kamen weitere Gebäude hinzu, einige wenige Häuser wurden um 1960 abgerissen.
Suhnels städtebauliches Konzept für die Siedlung steht unter dem Einfluss der zu Beginn des 20. Jahrhunderts aus Großbritannien übernommenen Gartenstadtidee, die jedoch hier nicht mit voller Konsequenz umgesetzt wurde. Bauliche Veränderungen der letzten vier Jahrzehnte haben das ursprüngliche Erscheinungsbild der Siedlung beeinträchtigt, zeugen aber auch von der Akzeptanz des Wohnstandortes durch die Bewohner.
Die Siedlung „Heimaterde“ liegt direkt neben den Feldern der Riemelsbeck und ist Teil der Route der Industriekultur.

## Freizeit
Der Turn- und Sportverein TSV Heimaterde wurde 1925 gegründet und verfügt über einen Kunstrasenplatz in einem Naturstadion. Neben der Fußballabteilung bietet der Verein noch Badminton, Turnen und Tischtennis an. Der Verein feiert im Jahr 2025 sein 100-jähriges Bestehen.

## Söhne und Töchter von Mülheim-Heimaterde
- Uwe Büscher, Chef der Steakhouse-Kette Maredo[1]